# Карстен Катерина Анатоліївна
Катерина Анатоліївна Карстен  (біл. Кацярына Анатолеўна Карстэн), при народженні Хадатович (біл. Хадатовіч, нар. 2 червня 1972) — білоруська веслувальниця, дворазова олімпійська чемпіонка. Лауреатка Спеціальної премії Президента Республіки Білорусь «Білоруський спортивний Олімп» 2012 року.

## Спортивна кар'єра
Академічним веслуванням Катерина Хадатович почала займатися з 1987 року. Перший тренер — Анатолій Квятковський.
1990 року на молодіжному чемпіонаті світу зайняла перше місце в одиночках.
1991 року Хадатович стала триразовою чемпіонкою СРСР (в одиночках, двійках та четвірках), а на чемпіонаті світу здобула першу нагороду — бронзову медаль в двійках парних.
На Олімпійських іграх 1992 Хадатович у складі Об'єднаної команди фінішувала третьою в четвірках парних.
Після Олімпіади 1992 Хадатович відчувала в Білорусі труднощі із підготовкою до важливих змагань. Протягом 1993 — 1995 років найкращим її результатом на чемпіонатах світу було п'яте місце, і вона розглядала можливість переходу до виступів за збірну Росії. Втім, їй надали належні умови для підготовки і вона кваліфікувалася на Олімпійські ігри 1996.
На Олімпійських іграх 1996 Хадатович стала олімпійською чемпіонкою в одиночках, випередивши срібну призерку Сілкен Лауман більше ніж на корпус.
З 1997 року Хадатович постійно мешкає в Німеччині, де і готувалася до змагань. 1997 року вона виграла всі етапи Кубка світу і чемпіонат світу в одиночках.
1998 року Хадатович одружилася з німецьким підприємцем Вільфридом Карстеном і взяла його прізвище.
1999 року Катерина Карстен стала дворазовою чемпіонкою світу, а на Олімпійських іграх 2000 — дворазовою олімпійською чемпіонкою.
Карстен ще протягом десяти років залишалася серед лідерів академічного веслування, вигравши срібну медаль на Олімпійських іграх 2004 і бронзову на Олімпійських іграх 2008.
2009 року Карстен стала шестиразовою чемпіонкою світу в одиночках.
Брала участь в Олімпійських іграх 2012 і Олімпійських іграх 2016. Готувалася до виступів на Олімпійських ігор 2020, але у серпні 2019 року оголосила про завершення спортивної кар'єри.

### Виступи на Олімпіадах
| Олімпіада      | Дисципліна     | Місце |
| -------------- | -------------- | ----- |
| Барселона 1992 | четвірка парна | 3     |
| Атланта 1996   | одиночка       | 1     |
| Сідней 2000    | одиночка       | 1     |
| Афіни 2004     | одиночка       | 2     |
| Пекін 2008     | одиночка       | 3     |
| Лондон 2012    | одиночка       | 5     |
| Ріо 2016       | одиночка       | 8     |